# Pisto manxec

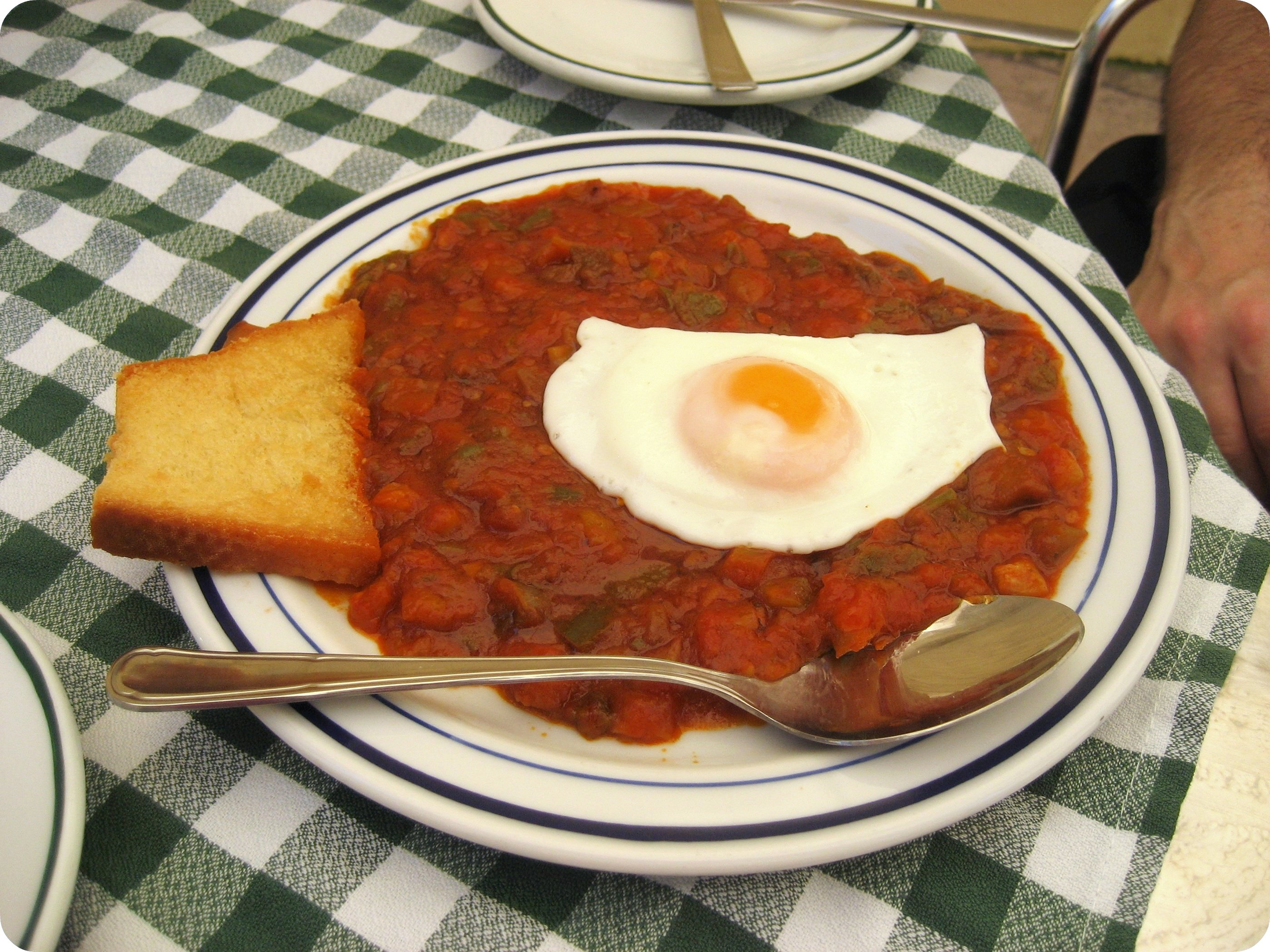
Plat de pisto amb ou i crostons.

El Pisto o pisto manxego és una preparació a base de verdures, molt semblant a una samfaina amb ceba. El pisto pot portar tonyina o pernil i es menja sovint amb ous.
És molt típic menjar-ne com un farcit dins de panades. No s'ha de confondre amb el Moje (també ocasionalment anomenat Pisto manchego) que és una amanida amb tomàquet i tonyina.